# Johann Jakob Thill

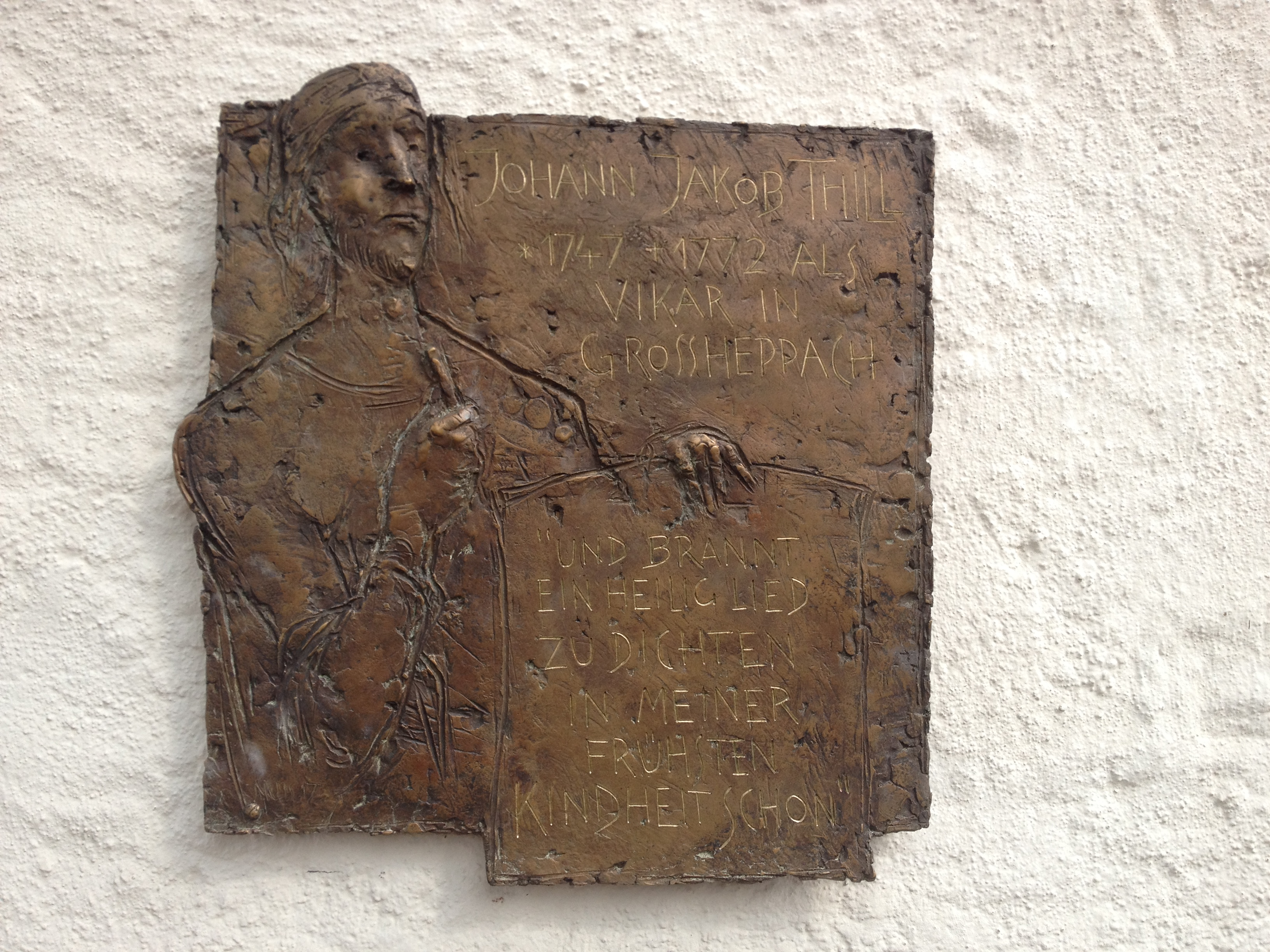
Gedenktafel für den deutschen Dichter Johann Jakob Thill (1747–1772) in Großheppach, Deutschland, gestaltet von Ulrich Nuss.

Johann Jakob Thill (* 22. Dezember 1747 vermutlich in Stuttgart; † 31. März 1772 in Großheppach) war ein deutscher evangelischer Pfarrer und Dichter der Empfindsamkeit, der von Friedrich Gottlieb Klopstock beeinflusst wurde. Er steht am Beginn der schriftstellerischen Tradition am Tübinger Stift und wurde vor allem von dem Dichter Friedrich Hölderlin geschätzt, der ihm das Gedicht An Thills Grab von 1789 widmete. Friedrich Schiller lobte ihn 1782 in seiner Zeitschrift Wirtembergisches Repertorium.

## Leben
Seine Eltern waren Marie Justine Andler (1720–1752) und der Pfarrer Jakob Georg Thill  (1717–1804). Johann Jakob Thill  wurde vermutlich im Stuttgarter Waisenhaus geboren, wo sein Vater die Stelle eines Waisenpredigers innehatte. Die Familie gehörte zur „Württembergischen Ehrbarkeit“, einer Gruppe von Familien, die in jener Zeit die meisten wichtigen kirchlichen und weltlichen Verwaltungsstellen besetzte. Er wurde von seinem Vater für die kirchliche Laufbahn vorgesehen und durchlief die damals im Herzogtum Württemberg üblichen Stationen in den Klosterschulen Blaubeuren (1761–1763) und Bebenhausen (1763–1765). Am Tübinger Stift bildete er sich zum Theologen aus und schloss sein Studium im Jahr 1771 als Magister ab.
In diese Zeit fallen seine ersten dichterischen Versuche. Berühmtheit erlangte Thills Tälchen bei Tübingen, ein heute nicht näher zu bestimmendes Waldtal, in dem Thill zu schreiben pflegte.
Nach einem Vikariat bei seinem Vater in Großheppach, heute ein Stadtteil von Weinstadt, erkrankte er im Hungerjahr 1772 bei einem Krankenbesuch am Fleckfieber und starb 1772 im Alter von 25 Jahren.

## Leistungen
Die württembergischen Schriftsteller fanden in Thill eine ideale Identifikationsfigur. Sein früher Tod und sein verstreutes Werk galten als Beispiel für das Schicksal der schönen Künste in einem amusischen Württemberg, in dem die besten Köpfe wegen mangelnder Förderung früh untergingen. Besonders Friedrich Hölderlin erblickte in dem frühverstorbenen Dichter ein Vorbild. Im 1789 entstandenen Gedicht An Thills Grab verbindet er die Trauer am Tode Thills mit der Trauer über den Tod seines Stiefvaters und seines leiblichen Vaters, der im selben Jahr 1772 gestorben war. In Hölderlins vaterländischem Gesang Die Wanderung wird in einer Textvariante Thills Dorf erwähnt, im undatierten Bruchstück Ihr sichergebauten Alpen erinnert der Dichter an Tills Thal. Der von Thills Freund David Christoph Seybold im Jahr 1778 verfasste Roman Hartmann eine Wirtembergische Klostergeschichte ist eine fingierte Lebensbeschreibung Thills, die eindeutig zum Zweck geschrieben ist, das württembergische System der Klosterschulen zu kritisieren.
Am  2. April 2017 wurde an der Großheppacher Kirche eine Gedenkplakette eingeweiht; gestaltet hat sie der Weinstädter Bildhauer Ulrich Nuss. 

## Werke
Erhalten sind zwei Briefe, zwei Dramenfragmente und 27 Gedichte, teils satirischer, teils romantischer, teils vaterländisch-religiöser Natur. Zwei davon sind lateinisch. Sie zeigen Thill als empfindsamen Dichter, der mit zuweilen scharfer Zunge gegen Missstände am Tübinger Stift vorgeht. Thills Gedicht Stauffen begründete eine ganze Tradition von Hohenstaufengedichten. Sie stammen von verschiedenen schwäbischen Dichtern und haben meist die Erinnerung an die einstige Größe des römisch-deutschen Reiches angesichts der Ruine der staufischen Stammburg zum Thema.
Im Stammbuch des Schriftstellers und Theologen Christian Friedrich Keßler (1742–1801) sind eine Zeichnung und ein Autograph von Thill erhalten, die der Philologe Reinhard Breymayer entdeckte.
Zu seinen Lebzeiten wurde nichts gedruckt. Postum wurden seine Gedichte in verschiedenen Anthologien veröffentlicht, die erste Gesamtausgabe erschien im Jahr 2000.